# União das Freguesias de Charneca de Caparica e Sobreda
União das Freguesias de Charneca de Caparica e Sobreda, kurz Charneca de Caparica e Sobreda, ist eine portugiesische Gemeinde (Freguesia) im Kreis (Concelho) von Almada mit 29,31 km² Fläche und 44.746 Einwohnern (2011).

## Geschichte
Die Gemeinde entstand im Zuge der Gebietsreform vom 29. September 2013 durch die Zusammenlegung der ehemaligen Gemeinden Charneca de Caparica und Sobreda. Charneca de Caparica wurde Sitz der neuen Verwaltung.

## Demographie
| Freguesia | Freguesia                      | Freguesia | Freguesia       | ehemalige Freguesias | ehemalige Freguesias | ehemalige Freguesias | ehemalige Freguesias |
| --------- | ------------------------------ | --------- | --------------- | -------------------- | -------------------- | -------------------- | -------------------- |
| Wappen    | Freguesia                      | Einwohner | Fläche in (km²) | Wappen               | Freguesia            | Einwohner            | Fläche in (km²)      |
|           | Charneca de Caparica e Sobreda | 44746     | 29,31           |                      | Charneca de Caparica | 29.693               | 23,14                |
|           | Charneca de Caparica e Sobreda | 44746     | 29,31           | Sobreda              | 15.053               | 6,17                 |                      |